# Aeroportul Onslow
Aeroportul Onslow (IATA: ONS, ICAO: YOLW) este un aeroport din Australia de Vest, Australia. Aeroportul a fost tranzitat în 2021 de 16.962 de pasageri.
Situat la o altitudine de 2 m, aeroportul dispune de o singură pistă. Este operat de Shire of Ashburton⁠(d).